# Георги Попянев
Георги (Гьошо) Иванов Попянев (изписване до 1945 година: Георги попъ Яневъ) е български революционер, малешевски войвода на Вътрешната македоно-одринска революционна организация.

## Биография
Георги Попянев е роден през 1886 година в щипското Ново село, тогава в Османската империя. През 1903 година се присъединява към ВМОРО. През 1914 година е четник при Димитър Недков, а в 1915 година при Петър Овчаров. След 1921 година сръбската власт го подгонва и той минава в нелегалност. Става секретар на Иван Бърльо, а по-късно е самостоятелен малешевски войвода. В периода 1924-1934 година е началник на пограничния пункт на ВМРО в Станимака. На 20 ноември 1930 година е направен опит за убийството му от страна на протогеровисти, но оцелява. Умира в Асеновград на 6 март 1960 година.